# ريو ناكامورا (لاعب كرة قدم)
ريو ناكامورا (باليابانية: 中村亮) هو لاعب كرة قدم ياباني في مركز الوسط، ولد في 1996 في كاغوشيما في اليابان. لعب مع Kamatamare Sanuki ‏.

## وصلات خارجية
- ريو ناكامورا (لاعب كرة قدم) على موقع رابطة كرة القدم اليابانية للمحترفين (اليابانية)
- ريو ناكامورا (لاعب كرة قدم) على موقع Soccerway.com (الإنجليزية)